# I'm a Believer (Smash Mouth)
I'm a Believer è una canzone degli Smash Mouth, pubblicata come singolo nel 2001 e inserito nella colonna sonora del film Shrek insieme ad All Star.

## Descrizione
Si tratta di una cover dell'omonimo brano scritto da Neil Diamond e registrato dal gruppo The Monkees nel 1966. Della stessa canzone era stata cantata una cover in lingua italiana da Caterina Caselli, Sono bugiarda.

## Tracce
1. I'm a Believer (pop radio mix)
2. I'm a Believer (album version)
3. All Star (god lives underwater remix)
4. All Star (album version)

## Formazione
- Steve Harwell - voce
- Greg Camp - chitarra, tastiera
- Paul De Lisle - basso
- Michael Urbano - batteria